# 金溶植
金溶植（1913年11月10日—1995年3月31日），日本名金本溶植，是一名知名大韓民國外交官、政治家，也是知名文學作家金容益的兄長。出身於慶尚南道龍南郡，1937年畢業於東京都中央大學法學部。他曾經兩度擔任韓國外務部長，以及駐加拿大大使、駐美國大使、駐英國大使、駐菲律賓大使和駐香港領事等職位，並且擔任過1988年夏季奧林匹克運動會的籌委會主席。